# Том Кюнгакль
Том Кюнгакль (нім. Tom Kühnhackl, нар. 21 січня 1992, Ландсгут) — німецький хокеїст, крайній нападник клубу ШХЛ «Шеллефтео АІК». Гравець збірної команди Німеччини.
Двічі ставав володарем Кубка Стенлі.

## Ігрова кар'єра
Хокейну кар'єру розпочав на батьківщині 2007 року виступами за молодіжну команду «Ландсгут». В професійному складі «Ландсгута» Том дебютував у сезоні 2008—2009 і провів 42 матчі за цю команду. В ДХЛ Кюнгакль дебютував виступами за «Аугсбург Пантерс». У 2009 році був обраний на драфті імпорту CHL командою «Віндзор Спітфайєрс». За договором він мав би приєднатися до складу команди у сезоні 2009—2010, але через серію отриманих травм йому це вдалося лише в сезоні 2010–11.
2010 року був обраний на драфті НХЛ під 110-м загальним номером командою «Піттсбург Пінгвінс». Сам Том був щасливий цим результатом, оскільки вважав «Пінгвінів» своєю улюбленою командою.
22 березня 2011 року підписав трирічний базовий контракт з «Піттсбург Пінгвінс» загальною вартістю 1,83 мільйона доларів.
4 листопада 2011 року в матчі проти «Кітченер Рейнджерс» Том вдарив ліктем по голові захисника Раяна Мерфі, через що останній отримав травму, а Том п'ятихвилинний штраф. 8 листопада 2011 року президент ОХЛ Девід Бренч заявив, що Кюнгакль за цей випадок буде відсторонений від гри у 20 матчах.
У сезоні 2012—2013 дебютував за «Вілкс-Барре/Скрентон Пінгвінс», але 2 грудня 2012 року отримав травму плеча.
20 лютого 2016 року він забив свій перший гол у НХЛ, під час гри проти «Тампа-Бей Лайтнінг».
У 2016 році разом з «Пінгвінами» став володарем Кубка Стенлі й став третім німецьким гравцем НХЛ, після Уве Круппа й Денніса Зайденберга, що виграв Кубок Стенлі. У 2017 році Кюнгакль став першим німцем, що двічі виграв Кубок Стенлі, граючи за одну команду.
Був гравцем молодіжної збірної Німеччини, у складі якої брав участь у 27 іграх.

## Особисте життя
Кюнгакль народився і виріс в Ландсгуті, Баварія, і вперше почав грати в хокей у віці двох років. Його батько Еріх грав у вищих німецьких хокейних лігах з 1968 по 1989 рік і був учасником п'яти Зимових Олімпійських ігор від Західної Німеччини й був названий хокеїстом XX століття в Німеччині.
Кюнгакль був постійним фанатом «Піттсбург Пінгвінс», команди, яка його задрафтувала. Він почав займатися хокеєм у віці п'яти років, продовжуючи сімейну справу — його брат, сестра та тато грали в Німеччині в хокей.

## Статистика

### Клубні виступи
| Сезон        | Клуб                            | Ліга         | Регулярний сезон | Регулярний сезон | Регулярний сезон | Регулярний сезон | Регулярний сезон | Плей-оф | Плей-оф | Плей-оф | Плей-оф | Плей-оф |
| Сезон        | Клуб                            | Ліга         | І                | Г                | П                | О                | ШХ               | І       | Г       | П       | О       | ШХ      |
| ------------ | ------------------------------- | ------------ | ---------------- | ---------------- | ---------------- | ---------------- | ---------------- | ------- | ------- | ------- | ------- | ------- |
| 2007–08      | «Ландсгут» U18                  | НМЛ          | 30               | 21               | 21               | 42               | 97               | 3       | 1       | 1       | 2       | 2       |
| 2008–09      | «Ландсгут» U18                  | НМЛ          | 6                | 4                | 3                | 7                | 31               | 7       | 5       | 5       | 10      | 27      |
| 2008–09      | «Ландсгут»                      | 2-а ХБун.    | 42               | 11               | 10               | 21               | 34               | 6       | 1       | 0       | 1       | 6       |
| 2009–10      | «Ландсгут»                      | 2-а ХБун.    | 38               | 12               | 9                | 21               | 38               | 6       | 0       | 0       | 0       | 2       |
| 2009–10      | «Аугсбург Пантерс»              | ДХЛ          | 4                | 0                | 0                | 0                | 0                | —       | —       | —       | —       | —       |
| 2010–11      | «Віндзор Спітфайєрс»            | ОХЛ          | 63               | 39               | 29               | 68               | 47               | 18      | 11      | 12      | 23      | 10      |
| 2011–12      | «Віндзор Спітфайєрс»            | ОХЛ          | 4                | 1                | 3                | 4                | 6                | —       | —       | —       | —       | —       |
| 2011–12      | «Ніагара АйсДогс»               | ОХЛ          | 30               | 7                | 18               | 25               | 29               | 20      | 6       | 5       | 11      | 14      |
| 2012–13      | «Вілкс-Барре/Скрентон Пінгвінс» | АХЛ          | 11               | 2                | 2                | 4                | 6                | —       | —       | —       | —       | —       |
| 2012–13      | «Вілінг Найлерс»                | ХЛСУ         | 2                | 1                | 0                | 1                | 2                | —       | —       | —       | —       | —       |
| 2013–14      | «Вілкс-Барре/Скрентон Пінгвінс» | АХЛ          | 48               | 8                | 2                | 10               | 22               | 2       | 0       | 0       | 0       | 2       |
| 2013–14      | «Вілінг Найлерс»                | ХЛСУ         | 16               | 7                | 7                | 14               | 12               | 10      | 6       | 0       | 6       | 6       |
| 2014–15      | «Вілкс-Барре/Скрентон Пінгвінс» | АХЛ          | 72               | 12               | 18               | 30               | 19               | 8       | 0       | 2       | 2       | 0       |
| 2015–16      | «Вілкс-Барре/Скрентон Пінгвінс» | АХЛ          | 23               | 7                | 8                | 15               | 18               | —       | —       | —       | —       | —       |
| 2015–16      | «Піттсбург Пінгвінс»            | НХЛ          | 42               | 5                | 10               | 15               | 24               | 24      | 2       | 3       | 5       | 0       |
| 2016–17      | «Піттсбург Пінгвінс»            | НХЛ          | 57               | 4                | 12               | 16               | 18               | 11      | 1       | 1       | 2       | 4       |
| Усього в ДХЛ | Усього в ДХЛ                    | Усього в ДХЛ | 4                | 0                | 0                | 0                | 0                | —       | —       | —       | —       | —       |
| Усього в НХЛ | Усього в НХЛ                    | Усього в НХЛ | 99               | 9                | 22               | 31               | 42               | 35      | 3       | 4       | 7       | 4       |

### Збірна
| Рік              | Команда          | Турнір           | І  | G  | A | О  | ШХ |
| ---------------- | ---------------- | ---------------- | -- | -- | - | -- | -- |
| 2008             | Німеччина        | WHC17            | 5  | 4  | 1 | 5  | 2  |
| 2009             | Німеччина        | WHC17            | 5  | 4  | 3 | 7  | 2  |
| 2009             | Німеччина        | U18              | 6  | 1  | 1 | 2  | 4  |
| 2010             | Німеччина        | U18 (I Див.)     | 5  | 4  | 2 | 6  | 2  |
| 2011             | Німеччина        | МЧС              | 6  | 1  | 0 | 1  | 16 |
| Молодіжна збірна | Молодіжна збірна | Молодіжна збірна | 27 | 14 | 7 | 21 | 26 |